# 갈라타

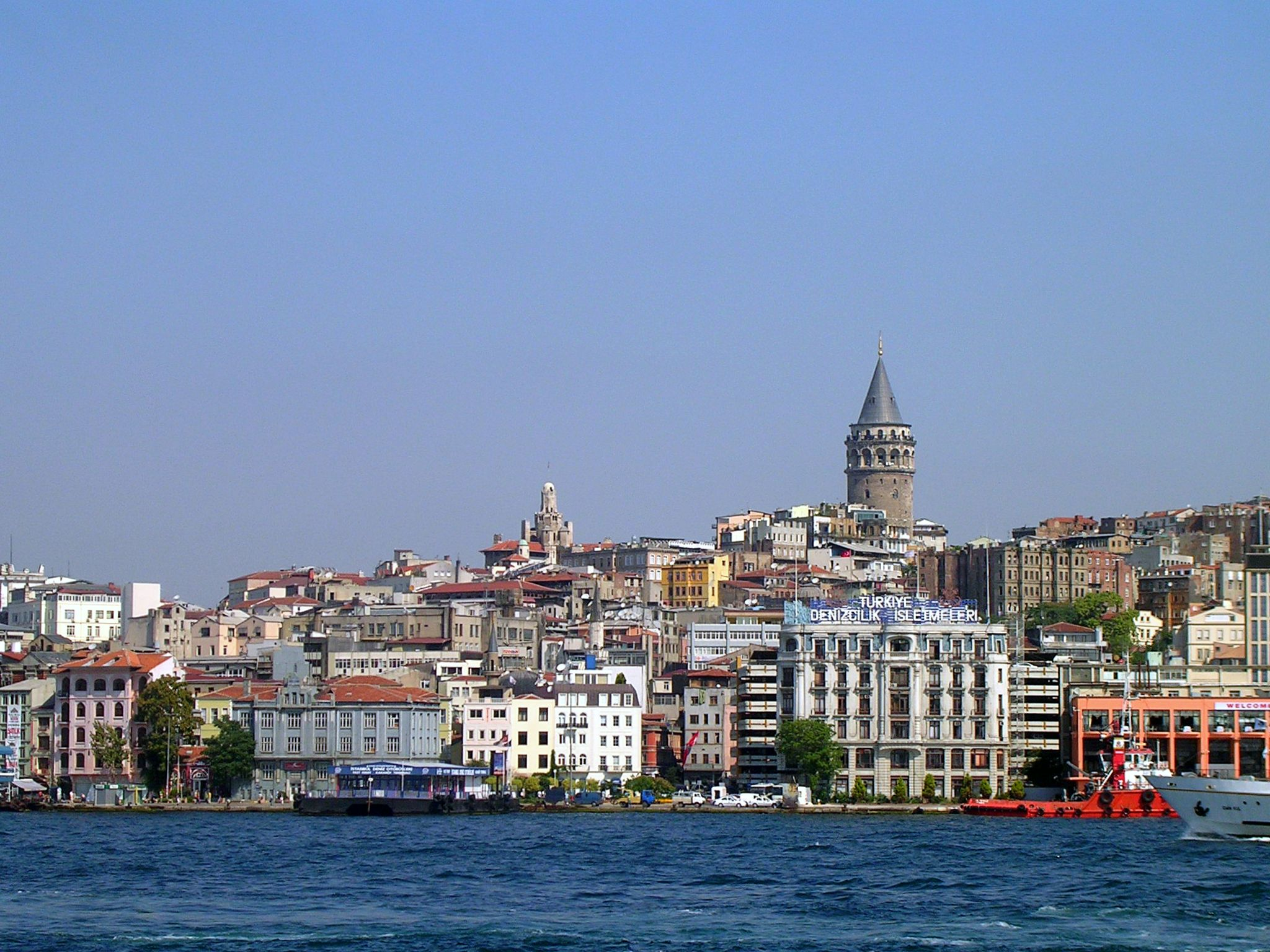
갈라타

갈라타(튀르키예어: Galata, 그리스어: Γαλατᾶς 갈라타스[*])는 터키 이스탄불의 한 지역이다. 베이욜루에 위치하며 금각만의 북안과 접한다. 1273년부터 1453년까지 제노바 공화국의 식민 도시였으며 1348년에 건설된 갈라타 탑이 남아 있다. 터키의 스포츠 클럽인 갈라타사라이 SK는 여기서 유래된 이름이다.

## 같이 보기
- 제노바 식민지